# Antonín Přibyl
Antonín Karel Přibyl, též Anton Pribyl nebo Anton Pribil (18. října 1808 Řimovice u Vlašimi – 8. srpna 1890 Vídeň), byl rakouský státní úředník a politik z Čech, během revolučního roku 1848 poslanec Říšského sněmu.

## Biografie
Roku 1849 se uvádí jako soudní úředník v Karlíně. nebo jako soudní úředník v Benešově. V roce 1845, když byl soudním úředníkem v Karlíně, zachránil během tehdejších katastrofálních povodní osm lidí. Byla mu za to udělena velká zlatá záslužná medaile.
Během revolučního roku 1848 se zapojil do veřejného dění. Ve volbách roku 1848 byl zvolen na ústavodárný Říšský sněm. Zastupoval volební obvod Benešov. Tehdy se uváděl coby soudní úředník. Řadil se k sněmovní pravici.
Po rozpuštění parlamentu se dál věnoval úřednické dráze. Vedl vyvazovací komisi (pro vyvazování z poddanství) na panství Cerhenice a zdejší úspěšné zvládnutí tohoto procesu se stalo potom vzorem pro mnohá další panství. V roce 1850 nastoupil do státní služby jako okresní hejtman. Později se stal místodržitelským radou v Temešváru, v tehdejším správním regionu Srbská Vojvodina a Temešský Banát. Roku 1856 byl převeden na místodržitelství v Soproni, kde měl na starosti školskou a náboženskou agendu. Když jeho působiště navštívil císař František Josef I., upozornil ho Přibyl na rozkladné účinky protestantského patentu v Uhersku. Tehdy to vyvolalo polemiky a nesouhlasně se proti Přibylovým názorům postavil jeho přítel z dětství a soudobý ministr vyučování Lev Thun-Hohenstein. Deník Neue Freie Presse v Přibylově nekrologu ovšem konstatoval, že tyto názory byly zpětně potvrzeny, protože separace Uherska od Rakouského císařství prý měla započít těmito zákony.
Když museli v roce 1860 Uhersko opustit němečtí (předlitavští) úředníci, přešel Přibyl na post okresního hejtmana v Jindřichově Hradci. Po reformě státní správy roku 1868 odešel do penze. Byl aktivní v četných společenských organizacích a podílel se na publikování díla filozofa (a svého přítele) Bernarda Bolzana. Angažoval se i v dobročinných spolcích. Financoval výstavbu kaple v rodných Řimovicích u Vlašimi. Roku 1883 daroval pro tuto kapli i hodinový stroj.. Přispíval také na dostavbu katedrály sv. Víta v Praze
Zemřel v srpnu 1890 po dlouhé a těžké nemoci ve věku 82 let.

## Rodina
Měl manželku Filipínu (*1825) a tři syny. V době Přibylovy karlínské služby bydleli Na Florenci čp.1332/II ve starém domě, zbořeném při asanaci kolem roku 1900. Nejstarší syn Eugen Leon Pribyl (1848–1897), též uváděný jako Leo Přibyl, byl publicistou se specializací na zemědělskou a národohospodářskou tematiku. Spolupracoval s redakcí Neue Freie Presse.